# Sergei Taneyev
Sergei Ivanovich Taneyev (Vladimir, Rússia, 25 de novembro de 1856 - Diatkovo, 19 de junho de 1915), sobrenome também transliterado Taneiev ou Taneev (em russo: Серге́й Иванович Танеев), foi um compositor, pianista, professor de composição, teórico musical e autor russo. Foi aluno de Piotr Ilitch Tchaikovsky.

## Vida
Taneyev nasceu em Vladimir, em 25 de novembro de 1856, em uma família cultural e literária da nobreza russa. Um primo distante, Alexander Taneyev, também era compositor, cuja filha, Anna Vyrubova, tinha grande influência na corte, sendo dama de companhia da czarina Alexandra Feodorovna.
Sergei teve suas primeiras aulas de piano aos cinco anos de idade, com um professor particular. Sua família mudou-se para Moscou em 1865. No ano seguinte, Taneyev entra no Conservatório de Moscou, aos nove anos. Seu primeiro professor de piano ali foi Edward Langer. Interrompe seus estudos por um ano, e depois volta novamente a ter aulas com Langer. Teve também aulas de teoria musical com Nikolai Hubert, e, mais destacadamente, aulas de composição com Piotr Ilitch Tchaikovsky.  Em 1871, estudou piano com o fundador do Conservatório, Nikolai Rubinstein. 
Já em 1875, graduou-se como o primeiro estudante na história do Conservatório a receber medalha de ouro em ambas as categorias de composição e performance (no piano). Também foi a primeira pessoa a conquistar a Grande Medalha de Ouro do Conservatório (a segunda foi Arseny Koreshchenko, e a terceira foi Sergei Rachmaninoff).  Naquele verão, viajou para o exterior com Rubinstein.  Fez também neste mesmo ano sua estreia como concertista em Moscou tocando o primeiro concerto para piano de Brahms. Também ficou conhecido por suas interpretações de Bach, Mozart e Beethoven.   Em 1876 fez um tour pela Rússia com o violinista Leopold Auer 